# Kheyn-e Chomāqī
Kheyn-e Chomāqī (persiska: خین چماقی) är en ort i Iran.   Den ligger i provinsen Khorasan, i den nordöstra delen av landet, 700 km öster om huvudstaden Teheran. Kheyn-e Chomāqī ligger 985 meter över havet och antalet invånare är 275.
Terrängen runt Kheyn-e Chomāqī är huvudsakligen platt. Kheyn-e Chomāqī ligger nere i en dal. Runt Kheyn-e Chomāqī är det ganska tätbefolkat, med 185 invånare per kvadratkilometer. Närmaste större samhälle är Mashhad, 12,9 km söder om Kheyn-e Chomāqī. Runt Kheyn-e Chomāqī är det i huvudsak tätbebyggt.